# Guerre de la Triple-Alliance
Pour les articles homonymes, voir Triple-Alliance.
Guerre de la Triple Alliance
Batailles
- Mato Grosso
- Corrientes
- Riachuelo
- Paso de Cuevas
- Yatay
- Uruguaiana
- Pehuajó
- Estero Bellaco
- Tuyutí
- Curuzú
- Curupaytí
- Humaitá
- Ytororó
- Avaí
- Campagne des collines
- Acosta Ñu
- Cerro Corá

La guerre de la Triple-Alliance, au sens strict, a opposé du 1er mai 1865 (date du traité) au 1er mars 1870 une coalition composée de l'empire du Brésil, de l’Argentine et de l’Uruguay, au Paraguay. Cette guerre a commencé entre le Paraguay et le Brésil le 12 novembre 1864, les deux autres Alliés ne se liguant que début 1865. C'est pourquoi les dates 1864-1870 sont souvent données. Ce conflit a été provoqué par la crainte du Paraguay d'un retournement de l'équilibre entre les quatre pays du bassin du Rio de la Plata à la suite du soutien du Brésil au renversement d'un gouvernement uruguayen, son allié, par un parti hostile. Il a servi ensuite aux deux principaux Alliés, le Brésil et l'Argentine, à régler à leur profit les litiges territoriaux portant sur des superficies considérables qui les opposaient au Paraguay depuis l'éviction de la couronne d'Espagne de la région (années 1810). La population paraguayenne a été réduite à moins de la moitié, voire à moins du tiers, avec un déséquilibre inouï à l'ère moderne entre femmes et hommes (probablement de 4 à 3 pour 1).

## Les thèses sur les causes réelles
Les interprétations les plus fréquentes des causes de ce conflit sont au nombre de deux.
La thèse classique et partagée depuis le conflit jusqu'aux années 1930 donne la part essentielle, d'une part aux problèmes de souveraineté territoriale, d'autre part aux fautes du dictateur paraguayen Francisco Solano López considéré comme étant un tyran sanguinaire et irresponsable. Elle s'appuie sur le fait incontestable que les hostilités contre le Brésil ont été engagées par le Paraguay, qui a ensuite pénétré sur le territoire de l'Argentine, qui lui refusait le passage lorsqu'il a voulu porter le conflit dans l'Uruguay envahi par le Brésil, ainsi que sur les motifs explicitement indiqués dans le traité de coalition et le résultat du conflit. Cette thèse est toujours portée, par exemple par Francisco Doratioto.
Dans les années 1920, le discours change dans la société paraguayenne sur le président Francisco Solano López et ses prédécesseurs, aussi bien à gauche sous l'influence diffuse de la IIIe Internationale que chez les conservateurs au pouvoir sous l'influence de l'historien Juan O'Leary virant lui-même à 180 degrés. Désormais, la période 1811-1870 n'était plus considérée comme celle des tyrans sanguinaires, mais celle des pères et garants de la Nation paraguayenne, industriellement et socialement plus avancée que ses voisins, qui ont donc voulu la détruire pour ce motif. Cette thèse donne une importance majeure à la diplomatie britannique et la pensée dominante diffusée par le Royaume-Uni aux élites argentines et brésiliennes : le libéralisme commercial et économique refusé par les trois premiers gouvernants du Paraguay, qui contrôlait étroitement son commerce extérieur et n'avait nul besoin de capital étranger, qu'il refusait. L'article X du traité de coalition indique explicitement que le Paraguay vaincu sera ouvert aux capitaux étrangers. Cette thèse est reprise par les historiens paraguayens, les révisionnistes argentins et certains Brésiliens.

### Souveraineté territoriale et intérêts économiques

#### Problèmes de souveraineté territoriale
Les indépendances latino-américaines sont intervenues sans tracer certaines des frontières, avec d'immenses zones blanches ou floues, ce qui a entraîné des développements de la théorie juridique ancienne de l'Uti possidetis juris, les revendications se fondant sur la possession effective, d'où une course à l'occupation souvent chaotique à cause des moyens réduits des États par rapport aux superficies en cause. Le problème territorial a été le fondement essentiel des grandes guerres sud-américaines (guerre du Pacifique - Chili contre Pérou et Bolivie, guerre du Chaco - Bolivie et Paraguay), et de conflits moins connus (Équateur-Pérou, Colombie-Venezuela, Brésil et tous ses voisins, etc.), dont certains toujours non résolus (Équateur-Pérou, Bolivie-Chili, par exemple).

Territoires contestés vers 1864 autour du río de la Plata.

Après l'accession à l'indépendance, les frontières entre Argentine, Brésil, Uruguay et Paraguay étaient contestées. L’Argentine avait dû se résoudre à reconnaître l'indépendance du Paraguay, état stable, autarcique en matière économique et en plein essor industriel après les gouvernements du dictateur Francia (stabilité et autarcie) et de Carlos Antonio López (développement économique autonome), prolongés par son fils Francisco Solano López pendant ses deux ans de présidence avant le déclenchement de la guerre. Il était en communication directe mais lointaine avec l'Uruguay par une « zone floue » dans la région nord-est de la province d'Entre Ríos, l'actuelle province argentine de Misiones. Le Paraguay et l'Argentine revendiquaient ce territoire mais aussi la région située à l'ouest du fleuve Paraguay entre Asuncion et le confluent du rio Bermejo ; le Brésil et le Paraguay revendiquaient une zone étendue au nord et au nord-est de la région orientale paraguayenne, le Brésil et l'Argentine conservaient des ambitions sur l'Uruguay, les Uruguayens refusaient l'annexion aussi bien par le Brésil que par l'Argentine et des Uruguayens contestaient la frontière avec le Rio Grande do Sul brésilien.
L'Uruguay, zone historiquement incluse dans le vice-royauté espagnole du Río de la Plata, fut annexé par le Portugal, puis le Brésil (indépendant en 1822), pendant sept ans. Le Portugal établit et le Brésil maintient la province Cisplatina (1821-1827). L’Uruguay (République Orientale d'Uruguay) a retrouvé l'indépendance grâce aux soulèvements contre l'occupant et à la Grande-Bretagne, dont la politique favorisait l'émiettement des anciennes terres de la couronne d'Espagne (1828). L'Argentine, se voulant l'héritière du Vice-Royaume tenta, de son côté, d'empêcher la « sécession ».

#### Intérêts économiques
Avant même que la Grande-Bretagne se soit délivrée des guerres napoléoniennes, elle s'affirmait comme la puissance dominante dans le Rio de la Plata. Son but n'était pas territorial mais économique par l'imposition de l'ouverture à son commerce et à ses capitaux. Le Paraguay venait dans ses préoccupations loin derrière l'Argentine et le Brésil mais n'y était pas absent. Le comportement de certains de ses ressortissants, forts de l'appui de leurs diplomates postés surtout à Buenos Aires, dès la dictature de Francia, l'affaire Cansttat en 1859 mentionnée, correspondait à une politique mondiale délibérée, comme l'illustre au mieux le cas de la Chine : « par la guerre de l'opium et le traité de Nankin (1839-1842) […] impose à la Chine […] l'ouverture au commerce européen de cinq ports chinois ». Cette politique fut bien résumée par le président des États-Unis John Quincy Adams : « L'obligation morale des échanges commerciaux entre les nations se fonde entièrement, exclusivement, sur le précepte chrétien d'aimer son prochain comme soi-même… ». Ces objectifs seront aussi ceux de Paraguayens exilés ou implantés en Argentine, proclamés déjà le 17 décembre 1857 par un groupe qui se retrouvera quelques jours plus tard dans la Asociación paraguaya et par l'organisation de la Legión paraguaya qui prendra les armes contre son propre pays : instauration d'un régime libéral consacrant les libertés individuelles, la liberté de commerce, etc. Le lien avec l'article X du Traité de la Triple Alliance est clair : la destruction du capitalisme d'État paraguayen et l'arrivée des intérêts « libéraux » paraguayens, argentins et britanniques suivront la défaite. Toutefois, si l'influence des idées diffusées par la Grande-Bretagne n'était pas absente et si ces idées avaient été adoptées par les gouvernements alliés, elles n'ont fait qu'apporter un argument de plus à l'occasion donnée de résoudre les litiges territoriaux. Cette influence se retrouvera chez les Paraguayens, qui s'engageront dans la guerre contre leur pays.

### Casus belli
Solano Lopez hérite d'un lourd passé marqué par les tentatives d'empiéter sur la souveraineté du Paraguay de la part de l'Argentine (expédition de Belgrano lors de l'Indépendance, fermeture du Parana par Rosas jusqu'à la fin de son gouvernement en 1852, refus du Parlement argentin de reconnaître cette indépendance en 1855 etc.), de la Grande-Bretagne (affaire Cansttat, tentative d'arraisonnement de son navire, le Tacuari, dans le Rio de la Plata, 1859), des États-Unis (affaire du consul Hopkins : intervention de la marine en 1860), et du Brésil (intervention de la marine de 1855 à la suite d'un conflit dans la région nord-est du Paraguay). Il agit alors sur appel du gouvernement ami uruguayen en péril, proche de son renversement par le Brésil. Très inquiet de la pression brésilienne sur le gouvernement ami de Berro, le Paraguay adresse au Brésil une note le 30 août 1864, réitérée le 3 septembre suivant, énonçant que la mise en cause de l'équilibre politique et diplomatique dans le Rio de la Plata était inacceptable et que s'il advenait, le Paraguay interviendrait, précisant qu'il agirait motu proprio. Le 12 octobre, le Brésil envahit l'Uruguay. Le 12 novembre, le Paraguay arraisonna le cargo brésilien Marques de Olinda sur le fleuve Parana. Le 14 janvier 1865, le Paraguay demanda à l'Argentine l'autorisation de traverser son territoire pour porter la guerre en Uruguay. N'ayant obtenu aucune réponse, il pénétra dans la province de Corrientes. Le 9 février, l'Argentine officialisa son refus. Le 4 avril, le Paraguay lui déclara la guerre. Pendant ce temps, le Brésil permettait à son allié Flores de renverser le gouvernement uruguayen pour ensuite signer avec lui le protocole de Villa Unión le 20 février 1865 par lequel l'Uruguay se rangeait à ses côtés dans la guerre. Les trois pays signèrent alors le Traité secret de la Triple Alliance le 1er mai 1865, qui ne sera rendu public que par une indiscrétion à Londres, en 1866.

#### Renversements politiques: du Brésil en Uruguay à la Triple Alliance
La situation dans le Rio de la Plata depuis les indépendances était très complexe et faite de renversements d'alliances, d'anciens ennemis s'alliant et d'anciens alliés s'affrontant. La zone où la guerre trouve sa source est l'actuel Uruguay et la région frontière de ce pays avec le Rio Grande do Sul brésilien. En Uruguay même, les alliances étaient changeantes, et il arriva que deux gouvernements fussent proclamés en même temps et les conflits étaient incessants, l'Argentine et le Brésil n'étant jamais innocents. L’Argentine revendiquait la Bande orientale de l'ancienne vice-royauté du Río de la Plata dont elle se voulait l'héritière mais ne détenait que des moyens limités en raison de ses guerres intérieures, notamment entre unitaires et fédéralistes. Le Portugal et son héritier, le Brésil, avait toujours repoussé ses frontières depuis le XVIe siècle, empiétant très largement sur les terres espagnoles. La limite entre Rio Grande do Sul et Uruguay n'était pas fixée. Le Brésil, profitant de la faiblesse argentine, annexa la Bande Orientale en province Cisplatina de 1821 à 1827 mais fut chassé par les Uruguayens, appuyés par l'Argentine. Deux factions se dessinèrent : les blancs, dits aussi conservateurs, et les rouges ('colorados'), dits libéraux. Les deux groupes n'étaient pas toujours homogènes, des sous-groupes se formant. À la veille de la guerre de la Triple Alliance, le Brésil reprend activement sa politique de contrôle de l'Uruguay. Il abandonne le gouvernement blanco, qu'il soutenait depuis des années mais ne faisait rien pour empêcher ses concitoyens de procéder à des coups de main au Rio Grande do Sul, au profit des colorados conduits par Venancio Flores, chef de guerre expérimenté, qui avait aidé l'unitariste argentin Bartolomé Mitre contre les fédéralistes. Avec l'appui du caudillo du Rio Grande do Sul, Antonio Souza Netto, qui s'enrichissait avec le trafic de bétail de la zone frontière, Flores propose au Brésil de l'appuyer pour renverser les blancs contre l'engagement qu'une fois au pouvoir, il accepterait les réclamations du Brésil pour les dommages causés par les Uruguayens. Le Brésil accepte, change d'alliance et appuie Flores après avoir contacté Mitre dont il souhaite la neutralité bienveillante. Or, Mitre a une dette envers Flores qui l'a aidé, et est loin de contrôler l'Argentine. Il est probable que les deux pays s'entendent dès lors pour préserver l'indépendance de l'Uruguay, les deux renonçant à l'annexer, sous la pression amicale de la Grande-Bretagne. Peut-être que l'Argentine obtient du Brésil l'assurance qu'il ne toucherait pas au Paraguay au-delà de frontières que l'on retrouvera définies en ce sens dans le traité de la Triple Alliance. La flotte brésilienne surveille les ports de l'Uruguay et des unités de son armée se tiennent prêtes au cas où Flores ne parviendrait pas rapidement à ses fins. La position du Brésil est éclaircie.
La nouvelle situation créée en dehors de l'Uruguay est la suivante :
- En ce qui concerne l'Argentine, les unitaristes de Mitre se trouvent renforcés face aux fédéralistes conduits par Urquiza, qui a été battu à la Bataille de Pavón en 1861, sans que la victoire soit convaincante. Urquiza s'est retiré dans sa province d'Entre Ríos, jouxtant le Paraguay au nord par une région revendiquée plus ou moins par ce pays et par l'Argentine, en gros l'actuelle province argentine de Misiones.
- Le Paraguay est enclavé dans les terres, et son ouverture sur le monde passe par l'Argentine, par le fleuve Parana. Il a de bonnes relations avec les blancos d'Uruguay, dont l'accès est libre pour lui mais éloigné selon les moyens de transport de l'époque, la région de Misiones n'étant réellement contrôlée par aucun pays. Les présidents argentins hostiles comme Rosas ont déjà fermé le fleuve. Mitre peut fermer le fleuve mais pense que le président paraguayen ne pourra remonter jusqu'au Paraguay en raison de l'amitié jusqu'alors jamais démentie d'Urquiza qu'il a soutenu. Renverser le gouvernement ami de Montevideo représentait une sérieuse menace, compte tenu des tentatives répétées de l'Argentine et du Brésil mais aussi de la Grande-Bretagne et des États-Unis, de contester par les armes son indépendance (Argentine), de contrôler sa région frontière nord-est (Brésil), de le forcer à s'ouvrir à leurs intérêts économiques (Grande-Bretagne et États-Unis, mais ceux-ci sont paralysés par la guerre de Sécession). Le Paraguay se retrouvant donc face à un renversement d'alliance en Uruguay, le Brésil lâchant les blancos pour les colorados, un modus vivendi probable de l'Argentine et du Brésil sur l'Uruguay, une domination relative de l'Argentine par les unitaristes, qui avaient toujours contesté l'indépendance du pays concédée par les prédécesseurs des fédéralistes et confirmée par ces derniers. Enfin, on ne saura qu'après le déclenchement de la guerre avec le seul Brésil, Urquiza, après avoir prétendu apporter son soutien au Paraguay dans sa demande à Mitre de passer sur le territoire argentin pour se rendre en Uruguay, s'en lave les mains. Le Paraguay se retrouve isolé.

#### Francisco Solano Lopez: personnalité et options
Le Maréchal (Mariscal, titre attribué par le Congrès de mars 1865) Francisco Solano Lopez était un personnage plus complexe que la propagande des futurs Alliés, alimentée par la Grande-Bretagne et la France, ne le présentait même si la réalité n'en était pas loin en 1864 et 1865 : un « tyran », mégalomane et paranoïaque, admirateur de Napoléon. Pendant ses deux ans de présidence avant la guerre, il avait poursuivi la ligne de modernisation de son père en appelant des ingénieurs et des techniciens étrangers et en envoyant des boursiers en Europe. Il connaissait très bien les affaires politiques, diplomatiques et militaires des trois futurs Alliés. Dès 1845, âgé de 18 ans, il devait commander une expédition militaire, le Paraguay s'étant allié avec la province argentine de Corrientes contre Buenos Aires, projet qui a avorté. Il a été accepté comme médiateur par Mitre et Urquiza après la bataille de Cepeda (1859) qui était jugée à l'époque « brillante ». Il avait effectué un long voyage en Europe, où ses visites officielles aux cours de Madrid et de Paris, aux gouvernements de grands pays, l'ont fait rendre à Rome, son père étant désireux, sans en perdre le contrôle, de régulariser les relations du pays avec l'Église catholique. Il étudia les réalisations issues des techniques récentes : chemin de fer, chantiers navals (déjà construits par son père), télégraphe, armements, etc. Il s'était donc montré apte à la diplomatie, intéressé et actif dans la modernisation de son pays, mais sans le moindre doute n'en rêvait pas moins de gloire militaire. Le qualifier de mégalomane apparaît cependant incertain et repose sur une accusation grave. Il aurait eu la volonté et constituer une union avec l'Uruguay pour disposer d'un accès à la mer et sur des constatations secondaires comme le fait d'avoir rassemblé autour de lui une cour à l'image de pays qu'il avait visités. Son analyse de la situation recela une erreur d'appréciation : il pensait qu'Urquiza, qui pouvait verrouiller le confluent Paraguay-Parana, s'opposerait à Mitre alors que ce dernier se montrait évasif : il n'avait plus été en mesure d'agir, ou il avait perdu le désir de le faire. Solano Lopez aggravait le dilemme d'Urquiza en occupant Corrientes. Quant à sa « paranoïa », au sens populaire du terme, alliée à un autoritarisme excessif, elle s'est révélée bien réelle et sans limite dans la défaite. Son caractère soupçonneux et dictatorial s'était déjà illustré lors de la préparation de la succession de son père, et il lui était reproché d'écouter d'une oreille complaisante les dénonciations des uns envers les autres. Le sommet en fut atteint lors d'une supposée conjuration de San Fernando, réunissant en 1868 des personnages importants et certains membres de sa famille qui s'étaient interrogés sur l'opportunité de poursuivre la guerre et furent exécutés.
La décision de Solano Lopez d'engager les hostilités se comprend assez bien. Il est essentiel de constater que n'importe quel dirigeant conscient aurait eu de sérieuses raisons d'avoir à choisir entre deux mauvaises solutions : le conflit immédiat et l'espoir incertain de briser le front par la diplomatie, le temps jouant contre un pays enclavé comme le Paraguay, ses deux grands voisins n'abandonnant pas leurs revendications territoriales. Ses tendances « paranoïaques » pouvaient donc se nourrir de faits passés et contemporains bien réels et cette conjonction, compte tenu de sa propension aux solutions radicales, l'entraînait à choisir celle de l'affrontement immédiat, cohérente avec son penchant pour l'usage de la force. Avec la prise de contrôle d'un nouveau gouvernement uruguayen par le Brésil et la collusion de fait de Buenos Aires sous Mitre, hostile à l'indépendance du Paraguay, ce dernier se trouvait isolé. Le rapport des forces était alors moins déséquilibré qu'il n'y pourrait paraître. L'Uruguay représentait une force secondaire, et le Paraguay y avait encore des amis. L'Argentine ne comprenait pas plus de 2 à 3 millions d'habitants divisés et dispersés. Le « caudillo » d'Entre Rios Urquiza s'était toujours montré favorable. Enfin, le Brésil était loin (il lui faudra emprunter le Rio de la Plata puis le Parana-Paraguay). La partie paraissait jouable, d'autant plus qu'on disait que l'armée argentine ne réunissait que 8 000 hommes, celle de l'Uruguay 2 000 hommes et celle du Brésil moins de 20 000 hommes en 1864. Elle sera perdue dès les premiers mois en raison du rapprochement inattendu du Brésil et de l'Argentine sur l'avenir de l'Uruguay, par la mauvaise appréciation, explicable compte tenu du passé, de la situation intérieure argentine et des limites de l'« amitié » ou du pouvoir d'Urquiza dont la position de verrou ne joua pas, et d'une erreur stratégique rendue catastrophique à cause de son obstination contre son chef militaire qu'il accusera de trahison et fera exécuter (envoi d'une armée en Uruguay, début 1865), entraînant la paralysie de toute initiative de ses commandants, et, plus tard, paradoxalement, du non-respect de ses ordres précis par le commandant de sa flottille (bataille de Riachuelo, juin 1865 : voir article Wikipedia en anglais sur la bataille). Un événement important devait le renforcer dans sa conviction d'un encerclement. Alors que la Triple Alliance était constituée et que la guerre faisait rage, le Vatican décida de rattacher l'évêché d'Asuncion à l'archevêché de Buenos Aires. Il apprit Cette information par le journal de Buenos Aires La Tribuna, parvenu jusqu'à ses armées en campagne.
Que Solano Lopez n'ait fait que précipiter le cours de l'histoire ressort sans équivoque des buts de guerre des trois Alliés, exposés dans le traité secret de la Triple Alliance de 1865, connu l'année suivante : règlement à leur profit du tracé des frontières (article XVI), imposition du paiement de dommages de guerre (alors que les trois pays prétendaient faire la guerre au « tyran » et non au peuple paraguayen), disparition de la puissance relative du pays (article XIV), imposition de la clause de la nation la plus favorisée avec les trois Alliés (article X), sonnant l'abandon du protectionnisme qui avait permis son développement relatif. De fait, la guerre achevée, le Paraguay a été mis en coupe réglée progressivement par des intérêts anglo-argentins d'abord,, puis brésiliens.

## La guerre

### Début des hostilités
Lopez réagit dès décembre 1864. Le Paraguay ferma le fleuve Paraguay à la circulation des bateaux brésiliens et fit aborder un navire brésilien qui transportait le président du Mato Grosso voyageant dans sa province. Il rompit les relations diplomatiques avec le Brésil et lança des coups de main sur plusieurs fortins brésiliens isolés du Sud du Mato Grosso, ce qui rapporta un butin militaire.
Lopez voulait intervenir dans la guerre civile qui commençait en Uruguay entre pro et anti-brésiliens. Ses troupes devaient passer par la région argentine d'Entre Ríos, toujours en partie revendiqué par le Paraguay, et dont l'homme fort était Juan Bautista Urquiza. Le président paraguayen lui demanda l'autorisation de traverser pour ses troupes. Urquiza le renvoya sur Bartolomé Mitre. Celui-ci ne refusa pas expressément, mais soumit sa réponse à une décision officielle du gouvernement qu'il dominait, décision négative du 9 février 1865, ce qui eut pour effet de faire perdre du temps à Solano Lopez dans la conduite des hostilités. Lorsqu'il finit par intervenir sans autorisation, cela fournit un casus belli à l'Argentine pour s’engager dans la guerre. En avril 1865, en effet, les Paraguayens occupèrent Corrientes, préparant une avancée vers leurs alliés uruguayens, qui venaient d'être défaits par le gouvernement pro-brésilien et les armées brésiliennes. Le nouveau gouvernement uruguayen imposé par le Brésil et proche de Mitre referma le piège sur le Paraguay : une triple alliance fut formalisée par le traité du 1er mai 1865 ; l'un de ses principaux buts de guerre était de contraindre le Paraguay à accepter les frontières selon les termes revendiqués par le Brésil et l'Argentine (article XVI). Cela revenait à faire renoncer définitivement le Paraguay au sud, à ce qui constitue aujourd'hui la province de Misiones et une partie de Corrientes (aujourd'hui la province de Formosa) et, au nord et au nord-est, au profit du Brésil, à une région étendue au sud du Mato Grosso et au nord de Guaira.

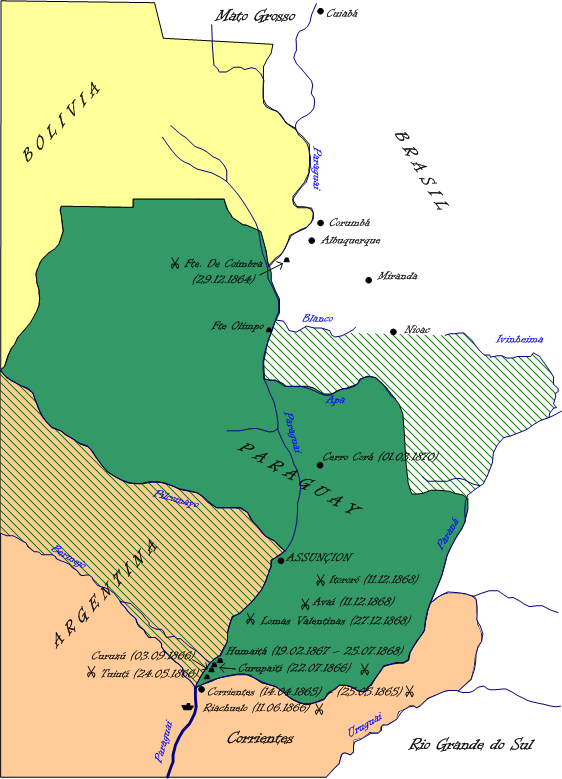
Carte des principales batailles de la guerre.
Les territoires perdus par le Paraguay sont en hachuré, le nord du Paraguay d'aujourd'hui était administré par la Bolivie.

### De la défaite au massacre
Francisco Solano Lopez entreprit une première action judicieuse et victorieuse en attaquant, en fin 1864, les fortins brésiliens situés au sud du Mato Grosso et prit Corumba. Cette ville sera reprise, mais il n'abandonnera ce front qu'en 1867 en raison des défaites subies dans le sud du Paraguay. L'envoi, début 1865, de deux colonnes vers l'Uruguay fut sa grande erreur stratégique, aux conséquences désastreuses. Il s'éloignait de ses bases sans les moyens logistiques qu'une telle entreprise aurait exigée, avec un commandement tétanisé par la peur de toute initiative. En effet, Solano Lopez accusa de trahison un commandant qui, dubitatif sur la validité de l'objectif, demanda confirmation de ses ordres. Il sera arrêté et plus tard exécuté. Solano Lopez perdra une dizaine de milliers d'hommes. Les effectifs limités mais aguerris de Flores jouèrent un rôle essentiel dans cette défaite. Au début de la guerre, le Brésil disposait d'un avantage considérable, avec une flotte très supérieure en nombre et en marins entraînés. Cependant, une de ses divisions navales fut attaquée par la seule flottille paraguayenne, qui fut vaincue (bataille navale de Riachuelo, juin 1865). Cette fois-ci, le commandant (Meza), portait la responsabilité de la défaite pour n'avoir pas respecté les instructions de Solano Lopez. L'opération était audacieuse mais réunissait de bonnes conditions pour être couronnée de succès. Le Brésil, s'il avait été battu, n'en aurait pas moins fini par dominer le fleuve. Désormais, il pouvait confiner les armées paraguayennes sur leur territoire et acheminer des renforts. Les Alliés se renforçaient, le déséquilibre des armées se résorbait.

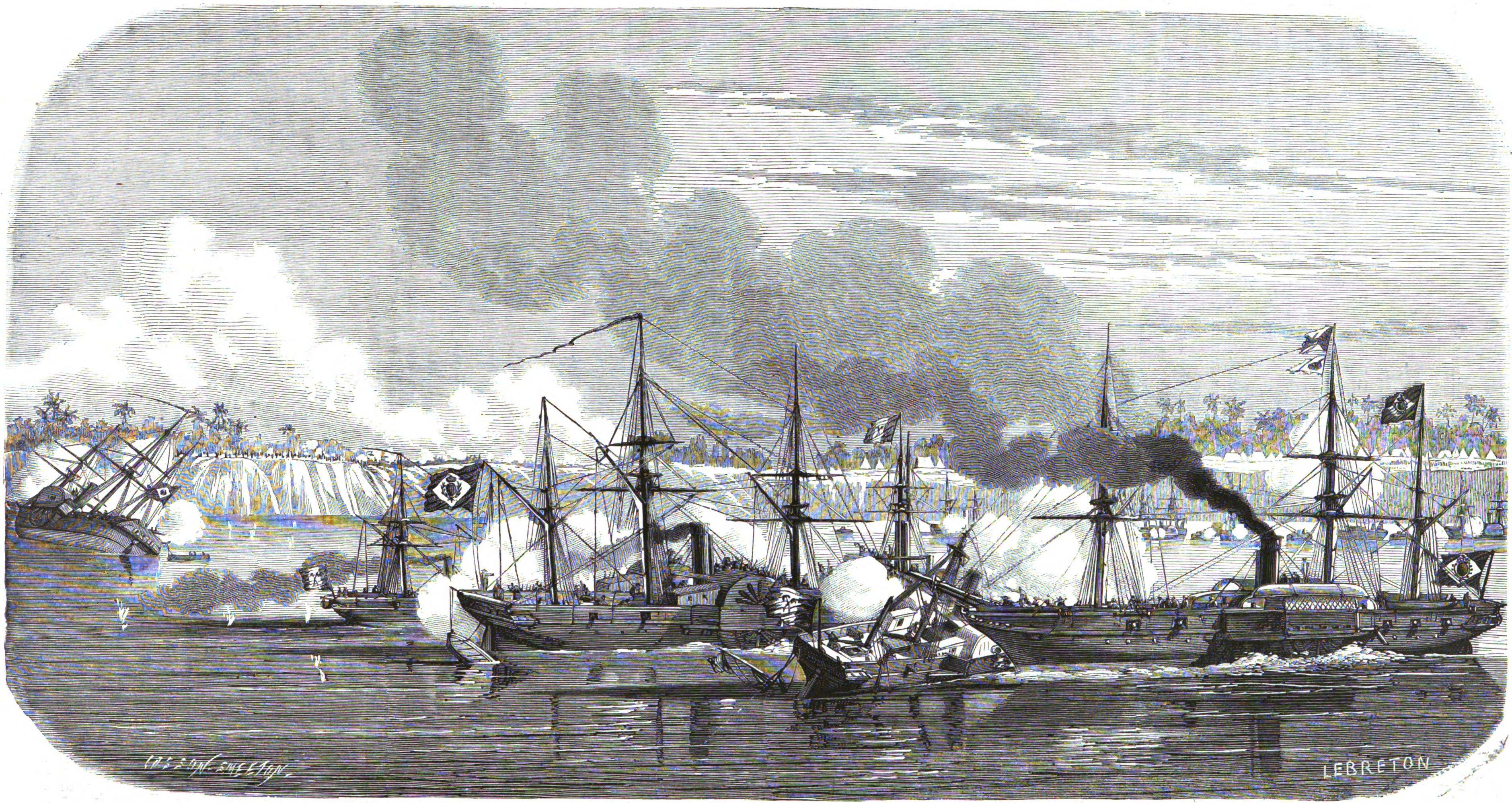
Bataille navale de Riachuelo (11 juin), dans les eaux du Paraná, entre les escadres brésilienne et paraguayenne (Cosson-Smeeton & Lebreton, d'après un dessin envoyé par M. Félix Vogeli).

La suite de la guerre se passa sur le territoire paraguayen depuis le confluent du Paraguay et du Parana, l'avance de ceux qui étaient devenus des Alliés, commandés par Mitre, se révélant laborieuse. Il faudra presque quatre ans après Riachuelo pour atteindre la capitale (1er janvier 1869). Les armées furent durement atteintes par le choléra et y perdirent plusieurs dizaines de milliers d'hommes. La retraite progressive des armées paraguayennes fut généralement bien menée. Elle remporta une victoire brillante, à Curupaytí (1866), obtenue par Diaz (20 000 Alliés dont plus de cinq mille périrent). Un seul des chefs militaires de premier rang chez les Alliés se révéla bon stratège, un Brésilien, le marquis de Caxias. Mitre devant quitter le Paraguay en raison des désordres affectant l'Argentine, dut abandonner le commandement (1867) et Flores fut contraint de quitter le théâtre des opérations pour la même raison. Il trouvera la mort en Uruguay en 1868. L'essentiel de l'effort de guerre reposa encore plus sur le Brésil. Désigné comme commandant en chef à la place de Mitre, le marquis (plus tard duc) de Caxias, parvint à occuper la capitale le 1er janvier 1869, où il rejoignit son armée le 5 janvier. La victoire avait été facilitée par le contrôle du fleuve par sa marine, qui lui avait permis de prendre l'armée paraguayenne à revers. Le 13, il renonça à son poste, estimant que la guerre n'avait plus de raison d'être. Mitre n'était pas non plus favorable à une poursuite du conflit. L'Empereur Pedro II en jugea autrement. Le comte d'Eu, un Français et son gendre, nommé nouveau commandant en chef (mais Argentins et Uruguayens ne participèrent que très marginalement à cette dernière phase), pourchassa Solano Lopez pour s'en saisir. Ce dernier avait proclamé qu'il ne se rendrait jamais et avait rejeté les offres de cesser les combats. Après plus de deux ans, il mourut les armes à la main, le 1er mars 1870 à Cerro Cora, ayant entraîné dans sa retraite désespérée des militaires et des civils enrôlés très jeunes. La population du Paraguay avait en majeure partie péri, nombreux furent ceux qui s'éparpillèrent dans la campagne et la forêt, et le pays utile s'en trouva dévasté.

## Interprétations et controverse

Familles paraguayennes sans abri pendant la guerre du Paraguay, 1867.

Familles paraguayennes sans abri pendant la guerre du Paraguay, 1867.

### Fin de la guerre
Du côté paraguayen ont joué à la fois la peur de Solano Lopez (mais il n'était pas très difficile pour le soldat de base de déserter, compte tenu du terrain et des caractéristiques des enrôlés), la révérence du peuple envers le chef quel qu'en soit le titre depuis la fondation d'Asuncion au XVIe siècle, le rejet ancien des Brésiliens enfoui dans la mémoire collective avec les rafles esclavagistes des bandeirantes, et enfin, plus récent, le rejet des étrangers en général depuis Francia.
On peut s'étonner qu'il ait fallu deux ans pour aller d'Asuncion à Cerro Cora. Relisons ce qu'écrivait le général argentin Belgrano, vaincu par une armée paraguayenne mal équipée de 600 fusils en 1811, à son retour à Buenos Aires : « ils (les Paraguayens) avaient travaillé pour venir m'attaquer d'une manière incroyable, vainquant l'impossible qu'on ne peut croire qu'en le voyant ; des marais formidables, la rivière à la nage, des bois nombreux et impénétrables : tout n'a rien été pour eux, car leur enthousiasme a tout balayé. Quoi d'étonnant si femmes, enfants jusqu'aux vieux, aux ecclésiastiques et tous ceux qui se disent enfants du Paraguay sont aussi enthousiastes pour leur Patrie ? ». Pour comprendre l'état d'esprit des Paraguayens de l'époque de la guerre de la Triple-Alliance, lisons un des auteurs scandalisés par ce pays : « le peuple du Paraguay ne subit pas la tyrannie, mais s'y complaît et l'aime, le joug ne lui pèse pas, il ne désire pas entrer en communication avec les autres Nations, il ne comprend même pas que la situation politique et économique qui lui est faite est anormale et il n'en demande pas d'autre ». Traduisons : le peuple paraguayen, loin des intrigues de cour autour de Solano Lopez, était viscéralement patriote et considérait vivre un quotidien satisfaisant, contrairement à ses voisins affectés par les luttes locales incessantes. Après la guerre, le comportement de la classe politique paraguayenne se calqua sur celui des autres pays issus de la couronne d'Espagne : la seule différence consistera en la montée progressive du poids des militaires, qui deviendra décisif après la guerre du Chaco (1932-1935).

### Guerre civile
Contrairement à ce qui a pu être écrit, il n'y a pas eu de guerre civile à cette époque : l'opposition paraguayenne à Solano Lopez, limitée à une fraction très réduite de la population avait, en effet, été physiquement éliminée par le dictateur, devenu d'une brutalité mortifère sans limite avec la défaite. Un complot, dangereux ou non pour son pouvoir, en 1868 (conspiration dite de San Fernando et ses ramifications), qui réunissait ceux qui s'interrogeaient sur l'intérêt de poursuivre la retraite armée, a donné lieu à une répression cruelle portant sur quelques dizaines d'individus importants du régime, du clergé - qui dépendait de lui - et des membres de sa famille. Il n'existait au sein des forces alliées, qu'une légion paraguayenne de quelques dizaines d'hommes, composée essentiellement d'exilés en Argentine, appartenant à des familles aisées ou intellectuelles, qui se placèrent pour prendre les rênes du pouvoir une fois la guerre achevée.

### Pertes
Les chiffres des pertes sont terribles et sans précédent, proportionnellement à la population initiale du Paraguay, à l'ère moderne, et font que quelques-uns dénoncent une guerre d'extermination (à prétexte nationaliste et avec une certaine dimension raciale, la population paraguayenne étant composée de métis criollos indiens (les criollos purs étant concentrés dans la classe dirigeante ou y prétendant). Ce dernier aspect n'a probablement été que le résultat « collatéral » de l'obstination du commandant en chef allié, le comte d'Eu, avec l'accord de l'Empereur brésilien Pierre II, de capturer Solano Lopez. Les troupes alliées dans leur composante se voulant blanche, même si le métissage n'y était pas absent (les troupes brésiliennes, elles, comprenaient une forte proportion d'esclaves noirs), considéraient les Indiens comme des individus à exterminer (extermination des Charruas et des Guaranis en Uruguay, « conquête du Désert », la version argentine du Far West menée à son terme par Roca dans le dernier quart du XIXe siècle). On ne peut oublier les dizaines de milliers de femmes et d'enfants, et d'hommes civils et militaires, parmi ces derniers des Argentins, Brésiliens et Uruyayens, qui furent terrassés par le choléra. Ce fut en tout cas une catastrophe démographique pour le Paraguay qui perdit une grande partie de ses habitants, quelques-uns la chiffrant aux deux tiers, surtout du sexe masculin, passant - mais les bases des estimations sont extrêmement fragmentaires - d'entre 600 000 et 800 000 habitants avant la guerre à 221 079 habitants selon un recensement de 1871, résultat douteux compte tenu des moyens de recensement de l'époque et de la dispersion de la population survivante, de nombreux adolescents et hommes ayant sans doute préféré disparaître dans la campagne et les forêts. Les estimations de la population paraguayenne avant la guerre vont de 300 000 habitants en 1864 , à 1 337 439 habitants, chiffre absurdement précis. Une estimation était hasardeuse : les frontières n'étaient pas fixées et les paysans et petits éleveurs passaient d'une zone à l'autre, des espaces immenses n'étaient pas contrôlés, des Indiens n'étaient pas intégrés.
Le recensement très incertain de 1871 a été l'occasion d'affirmations les plus fantaisistes. Il répartit la population de 221 079 survivants entre 106 254 femmes, 86 079 enfants et 28 746 hommes. On ne connaît pas le sexe des enfants, mais au pire il restait un habitant de sexe masculin pour trois de sexe féminin. La même source ajoute qu'à la date de son ouvrage (1962), il restait un homme pour cinq femmes (page 178), ce qui est absurde, le rééquilibrage, quelle qu'ait été la proportion en 1871, étant acquis au bout de cinquante à soixante-dix ans (l'espérance de vie étant alors courte). Le recensement de 1962 donne 49,5 % d'hommes et 50,5 % de femmes, proportions usuelles.

### Règlement de la guerre
Occupé jusqu'en 1876 par ses voisins, le territoire du Paraguay aurait été selon les révisionnistes amputé de 140 000 km2, annexés par le Brésil et l'Argentine qui se seraient entendus pour briser son essor économique et lui imposer le libre échange voulu par l'idéologie dominante d'alors diffusée par les Britanniques. Cette superficie correspond aux revendications paraguayennes et brésiliennes d'un côté, paraguayennes et argentine de l'autre ; l'occupation effective des parties était beaucoup plus modeste. Quant à l'ouverture du pays, elle a bien été imposée et ses effets ont été désastreux, mais cela n'a probablement été qu'une conséquence collatérale de la volonté de régler la question des frontières. Enfin, le Paraguay devra, conformément à ce qui était disposé dans le Traité de la Triple Alliance, payer de lourds dommages de guerre, essentiellement au Brésil, ce qui achèvera de l'affaiblir.
Sur ces deux thèmes, le traité de la Triple Alliance est explicite : si l'article VII proclamait que la guerre n'était pas dirigée contre le peuple paraguayen mais contre son tyran, les Alliés prévoyaient le paiement des dépenses de la guerre alors que le tyran aurait été défait (article XIV), l'article VIII prévoyait le respect de l'intégrité territoriale du Paraguay, mais sous condition que ce territoire soit défini préalablement par les vainqueurs : article XVI ; et l'article X prévoyait que les concessions et privilèges économiques qu'obtiendraient les Alliés seraient dues aux autres. L'ouverture économique forcée du pays était donc bien un but de guerre.
L'article XVI exposait « afin que les discussions et les guerres que les questions de frontières entraînent soient évitées, il est établi que les Alliés exigeront du Gouvernement du Paraguay qu'il signe des traités définitifs de frontières avec les gouvernements respectifs sur les bases suivantes : la République argentine sera séparée du Paraguay par les fleuves Parana et Paraguay jusqu'à Bahia Negra, où elle rencontrera le Brésil. Le Brésil sera séparé du Paraguay par le Parana depuis les chutes de Guaira jusqu'à l'Iguazu, par la Cordillère de Mbaracayu et l'Amambay puis par la rivière Apa ». Ce qui voulait dire, en ce qui concerne l'Argentine, l'abandon des revendications sur l'actuelle province de Misiones et une partie de Corrientes à l'est du Parana et sur le Chaco argentin entre les rivières Pilcomayo et Bermejo (deux affluents du Paraguay venant de l'ouest). L'Argentine imposait l'acquisition d'un nouveau territoire, le Chaco Boreal, ce qui provoqua la protestation de la Bolivie. Cette exigence restera lettre morte, l'Argentine faisant machine arrière et soutenant même une demande d'arbitrage du Paraguay sur le sud du Chaco Boreal au président des États-Unis Rutherford Hayes, décision favorable au Paraguay rendue en 1878. Le reste de la région lui reviendra à la suite de la guerre du Chaco contre la Bolivie (1932-35), l'Argentine ne faisant pas valoir de droits. L'imposition de l'ouverture économique du pays a été, elle, bien réelle, et le pays est devenu une colonie économique des intérêts anglo-argentins surtout, progressivement brésiliens beaucoup plus tard. Le pays de Francia et des Lopez devait son développement, incontestable par rapport à celui de ses voisins, précisément à son protectionnisme ombrageux, ce qui n'a rien d'original : il en est allé de même des États-Unis au XIXe siècle. Les témoignages d'Européens de l'époque attestent que la quasi-totalité de la population était alphabétisée, que pauvreté n'y était pas misère, que le pays disposait de voies ferrées, de chantiers navals, etc.
Si le déclenchement de la guerre a été matériellement le fait de Solano Lopez, lequel était un dictateur sans aucun doute tenté par les exploits militaires, contrairement à son père Carlos Lopez, ses raisons d'agir étaient fondées sur des menaces vraisemblables. Le traité de la Triple Alliance n'a fait que formaliser ce qui était envisagé depuis longtemps au Brésil et en Argentine et, pour cette dernière, depuis l'indépendance. L'Uruguay pro-Alliés ne joua en réalité qu'un rôle de comparse.